# Pelmatosilpha macu
Pelmatosilpha macu är en kackerlacksart som beskrevs av Rehn, J. A. G. 1930. Pelmatosilpha macu ingår i släktet Pelmatosilpha och familjen storkackerlackor. Inga underarter finns listade i Catalogue of Life.